# Кузнечный переулок (Санкт-Петербург)
До 1858 года название Кузнечный носил современный Сапёрный переулок
До 1830 года название Кузнечный носил современный Гродненский переулок
Кузне́чный переу́лок — переулок в Центральном районе Санкт-Петербурга. Проходит от Владимирской площади до Лиговского проспекта.

## История и достопримечательности
Здешний район с 1730-х годов заселялся служащими придворного ведомства. И по роду занятий этих служащих получили свои названия слободы и проходящие в них проезды. Так, в месте, где жили кузнецы, прошла Кузне́чная улица.
Под таким названием она просуществовала вплоть до середины XIX века. Все это время местные жители называли её то улицей, то переулком. Однако позже топоним со статусом переулок вытеснил прежнее имя.
По большему участку переулка — от Лиговского проспекта до улицы Марата — проложены трамвайные пути одностороннего движения.

### Примечательные здания и сооружения

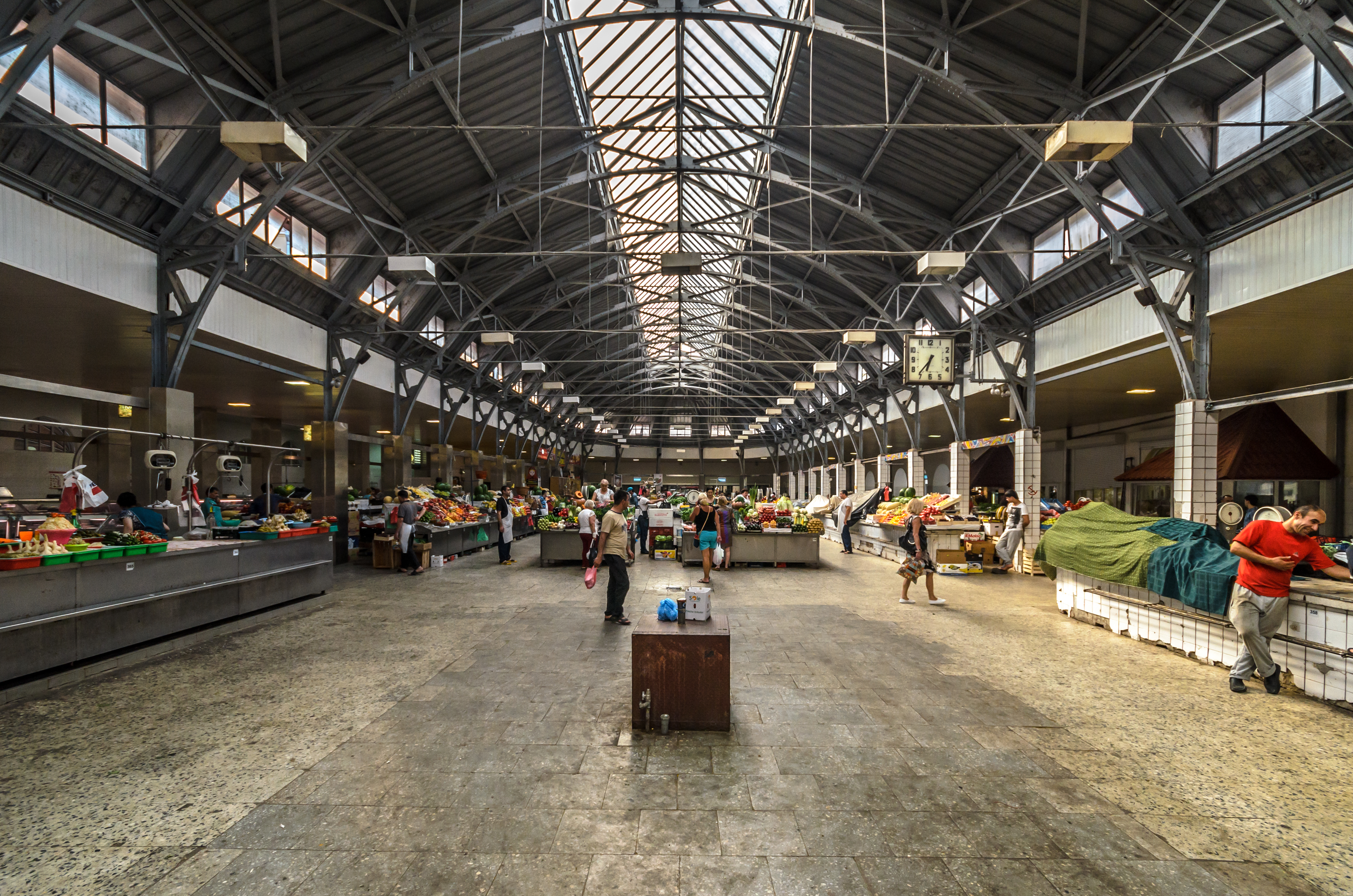
Кузнечный рынок

- Дом № 1  памятник архитектуры (вновь выявленный объект)[1] — станция метро «Владимирская»; 1953—1955, арх. Г. А. Александров, А. В. Жук, А. И. Прибульский. В 2006—2007 годах произведена реконструкция вестибюля, в ходе которой выход сделан не на Большую Московскую улицу, как это было до 2006 года, а на Кузнечный переулок.
- Сквер Владимирского собора (между Владимирской площадью и домом 2)
- Дом № 2-4, литера А  781610411980005 — дом Каншиных, 1 четверть XIX в..
- Дом № 2-4, литера Б  781510292310005 — особняк А. В. Каншина, 1 пол. XIX в., перестроен в 1868 году по проекту арх. Е. И. Винтергальтера.
- Дом № 3  781610570030005 — Кузнечный рынок; 1922—1927, арх. С. О. Овсянников, А. С. Пронин, ск. В. Ф. Разумовский
- Дом № 4  памятник архитектуры
- Дом № 5  памятник архитектуры — Литературно-мемориальный музей-квартира Ф. М. Достоевского. С 1995 года на территории музея находится постоянная площадка Белого театра.
- Дом № 9/27  781610570130005 — дом М. А. Лохвицкой-Скалон; 1912—1914, арх. Н. М. Проскурнин, Л. И. Катонин (Санкт-Петербургский государственный инженерно-экономический университет (ИНЖЭКОН)).
- Дом № 12  памятник архитектуры — дом М. Мадатовой, где жила Арина Родионовна, няня Пушкина; построен в конце XVIII века (Редакция газеты «Санкт-Петербургские ведомости»)
- Дом № 14а  7831794000 — реальное училище Единоверческого братства им. Цесаревича Алексея Николаевича, построено в 1847 году арх-м К. И. Брандтом, перестраивалось в 1905 и 1911—1912 годах под руководством инженера Н. Миловидова и И. И. Яковлева.
- Дом № 14б — дом А. В. Сивкова, 1837 г., арх. Поль Жако.  7831795000
- Дом № 16  памятник архитектуры
- Дом № 17  7831793000 — дом А. П. Вознесенской, начало XIX в.
- Дом № 18  памятник архитектуры — Дом меблированных комнат А. П. Рот (Гостиница «Пале-Ройяль») (1875—1876, архитектор А. В. Иванов)
- Дом № 19—21, правая часть — доходный дом работы архитектора П. М. Мульханова, 1899 год.
- Дом № 20 — Медицинское училище Петербургского университета путей сообщения.
- Дом № 22 — историческое здание, построенное в 1838 году по заказу купчихи Александры Кузнецовой. В 2016-м дом был отремонтирован под отель.  памятник архитектуры[2].